# Pseudopeckovice

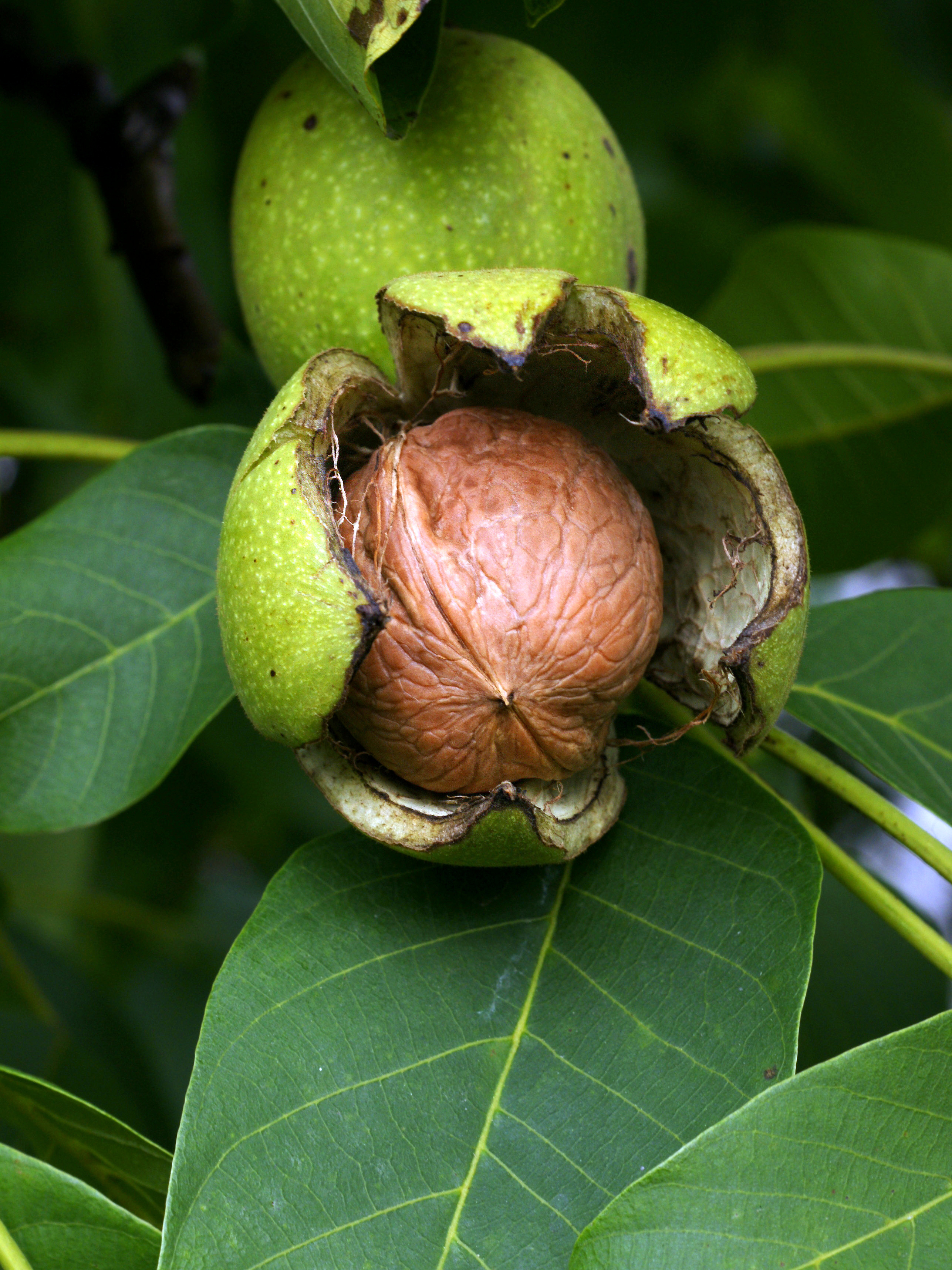
Pseudopeckovice ořešáku královského

Pseudopeckovice nebo též nepravá peckovice je druh nepravého plodu (pseudokarpu neboli anthokarpu). Vnitřní vrstva oplodí (perikarp) je tvrdá a nediferencovaná, vnější vrstva (exokarp) je dužnatá. Na rozdíl od pravé peckovice vzniká měkká část oplodí z jiné části květu než ze stěny semeníku. Na jejím vzniku se může podílet např. češule, kalich nebo listeny podepírající květ.
Nejznámější pseudopeckovicí jsou plody ořešáku, jejichž dužnaté oplodí se formuje ze zdužnatělých zákrovních listenů podepírajících květ.
Mezi pseudopeckovice se řadí i plody kotvice. V odborné literatuře jsou často označovány jako oříšky (např.). V tomto případě se na tvorbě plodu podílí vytrvalý kalich, z něhož se formují dokonce i masivní rohovité výrůstky tvrdé vnitřní vrstvy oplodí. Měkké oplodí plodů hlošiny (Elaeagnus) se formuje ze zdužnatělé češule. Pseudopeckovice mají i voskovníky (Myrica) a někteří zástupci čeledí vavřínovité (např. paořechovec) a morušovníkovité (ančar, Pseudolmedia).

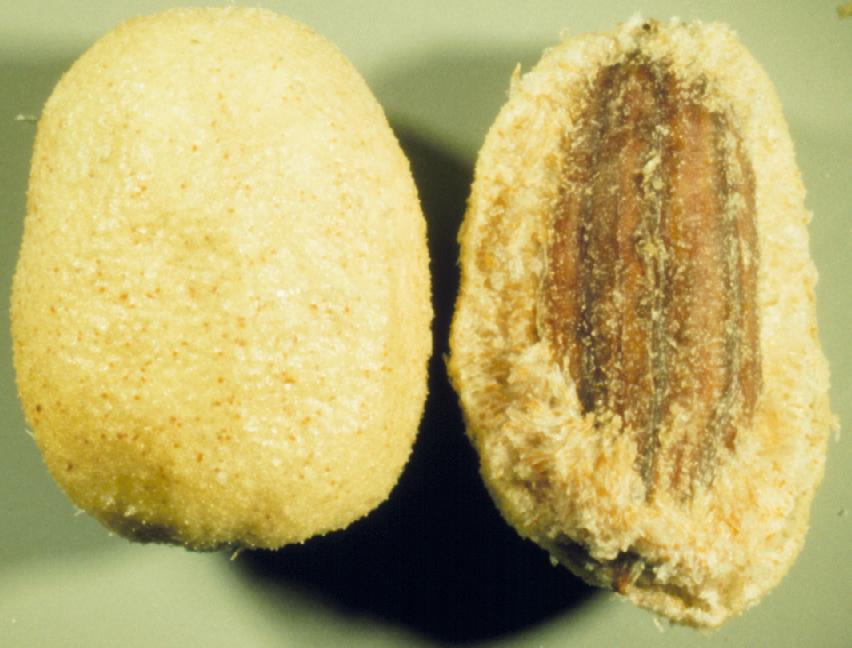
Pseudopeckovice hlošiny úzkolisté
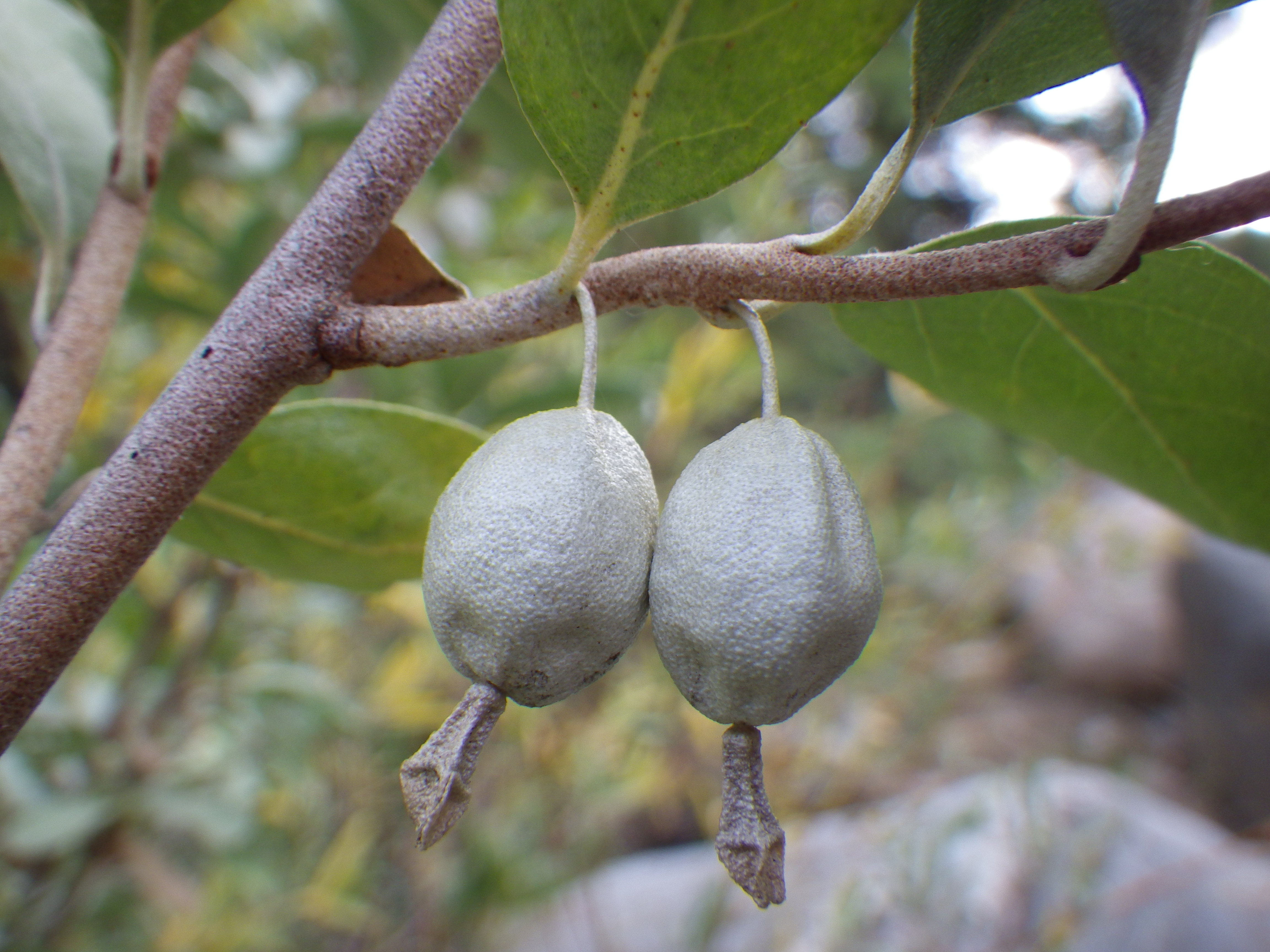
Plody hlošiny stříbrné
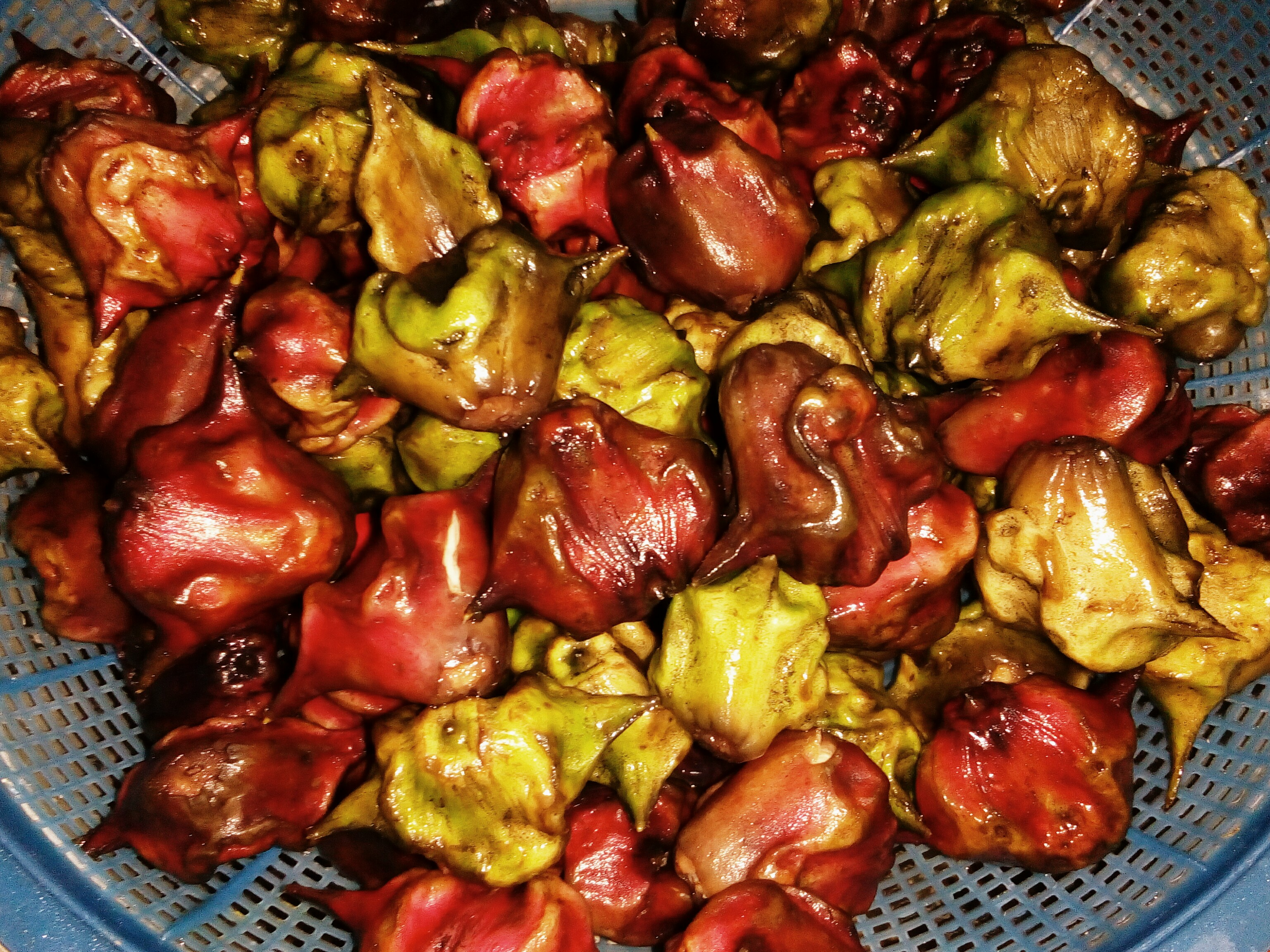
Plody kotvice plovoucí
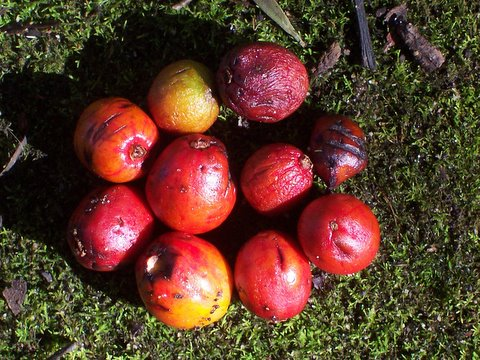
Plody Cryptocarya laevigata